# RenderMan Interface Specification
RenderMan Interface Specification (RIS) définit une spécification de communication entre un modeleur 3D et un moteur de rendu 3D, ce qui permet d'utiliser librement des outils compatibles, très nombreux, surtout en logiciel libre. Elle inclut le RenderMan Shading Language.
Exemple : PhotoRealistic RenderMan est un moteur de rendu créé par Pixar Animation Studios en 1988. PRMan permet d'avoir des rendus photoréalistes. Il est utilisé par les plus grands studios de post-production (ILM, Weta digital…). Il existe d'autres implémentations de RenderMan : Air, 3Delight (en), BMRT…